# J1 League 2018
La J1 League 2018, nota come Meiji Yasuda J1 League 2018 per ragioni di sponsorizzazione, è stata la ventiseiesima edizione della massima serie del campionato giapponese di calcio. Il campionato è iniziato il 23 febbraio e si è concluso il 1º dicembre 2018. Il Kawasaki Frontale ha vinto il campionato per la seconda stagione consecutiva, con due giornate di anticipo.

## Stagione

### Novità
Al termine della J1 League 2017 sono stati retrocessi in J2 League il Ventforet Kofu, l'Albirex Niigata e l'Omiya Ardija, mentre dalla J2 League 2017 sono stati promossi lo Shonan Bellmare, primo classificato, il V-Varen Nagasaki, secondo classificato e il Nagoya Grampus, vincitore dei play-off promozione.

### Formula
Le 18 squadre si affrontano in un girone all'italiana con partite di andata e ritorno, per un totale di 34 giornate. La squadra prima classificata è dichiarata campione del Giappone e viene ammessa alla fase a gironi della AFC Champions League 2019. La seconda classifica viene anche ammessa alla fase a gironi della AFC Champions League 2019, mentre la terza classificata viene ammessa alla fase play-off della AFC Champions League 2019. Le ultime due classificate vengono retrocesse direttamente in J2 League, mentre la terz'ultima disputa uno spareggio promozione/retrocessione contro la vincente dei play-off di J2 League.

## Squadre partecipanti
| Club                       | Città     | Stadio                         | Stagione precedente    |
| -------------------------- | --------- | ------------------------------ | ---------------------- |
| Cerezo Osaka               | Osaka     | Stadio Nagai                   | 3º posto in J1 League  |
| Gamba Osaka                | Suita     | Panasonic Stadium Suita        | 10º posto in J1 League |
| Hokkaido Consadole Sapporo | Sapporo   | Sapporo Dome                   | 11º posto in J1 League |
| Júbilo Iwata               | Iwata     | Yamaha Stadium                 | 6º posto in J1 League  |
| Kashima Antlers            | Kashima   | Kashima Soccer Stadium         | 2º posto in J1 League  |
| Kashiwa Reysol             | Kashiwa   | Hitachi Kashiwa Soccer Stadium | 4º posto in J1 League  |
| Kawasaki Frontale          | Kawasaki  | Todoroki Athletics Stadium     | Campione del Giappone  |
| Nagoya Grampus             | Nagoya    | Toyota Stadium                 | 3º posto in J2 League  |
| Sagan Tosu                 | Tosu      | Best Amenity Stadium           | 8º posto in J1 League  |
| Sanfrecce Hiroshima        | Hiroshima | Hiroshima Big Arch             | 15º posto in J1 League |
| Shimizu S-Pulse            | Shizuoka  | IAI Stadium Nihondaira         | 14º posto in J1 League |
| Shonan Bellmare            | Hiratsuka | Shonan BMW Stadium Hiratsuka   | 1º posto in J2 League  |
| Tokyo                      | Tokyo     | Tokyo Stadium                  | 13º posto in J1 League |
| Urawa Red Diamonds         | Saitama   | Saitama Stadium 2002           | 7º posto in J1 League  |
| V-Varen Nagasaki           | Nagasaki  | Transcosmos Stadium Nagasaki   | 2º posto in J2 League  |
| Vegalta Sendai             | Sendai    | Yurtec Stadium Sendai          | 12º posto in J1 League |
| Vissel Kobe                | Kōbe      | Stadio del Parco Misaki        | 9º posto in J1 League  |
| Yokohama F·Marinos         | Yokohama  | Nissan Stadium                 | 5º posto in J1 League  |

## Classifica finale
Fonte: sito ufficiale.
|  | Pos. | Squadra             | Pt | G  | V  | N  | P  | GF | GS | DR  |
|  | ---- | ------------------- | -- | -- | -- | -- | -- | -- | -- | --- |
|  | 1.   | Kawasaki Frontale   | 69 | 34 | 21 | 6  | 7  | 57 | 27 | +30 |
|  | 2.   | Sanfrecce Hiroshima | 57 | 34 | 17 | 6  | 11 | 47 | 35 | +12 |
|  | 3.   | Kashima Antlers     | 56 | 34 | 17 | 8  | 10 | 50 | 39 | +11 |
|  | 4.   | Consadole Sapporo   | 55 | 34 | 15 | 10 | 9  | 48 | 48 | 0   |
|  | 5.   | Urawa Reds          | 51 | 34 | 14 | 9  | 11 | 51 | 39 | +12 |
|  | 6.   | FC Tokyo            | 50 | 34 | 14 | 8  | 12 | 39 | 34 | +5  |
|  | 7.   | Cerezo Osaka        | 50 | 34 | 13 | 11 | 10 | 39 | 38 | +1  |
|  | 8.   | Shimizu S-Pulse     | 49 | 34 | 14 | 7  | 13 | 56 | 48 | +8  |
|  | 9.   | Gamba Osaka         | 48 | 34 | 14 | 6  | 14 | 41 | 46 | -5  |
|  | 10.  | Vissel Kōbe         | 45 | 34 | 12 | 9  | 13 | 45 | 52 | -7  |
|  | 11.  | Vegalta Sendai      | 45 | 34 | 13 | 6  | 15 | 44 | 54 | -10 |
|  | 12.  | Yokohama F·Marinos  | 41 | 34 | 12 | 5  | 17 | 56 | 56 | 0   |
|  | 13.  | Shonan Bellmare     | 41 | 34 | 10 | 11 | 13 | 38 | 43 | -5  |
|  | 14.  | Sagan Tosu          | 41 | 34 | 10 | 11 | 13 | 29 | 34 | -5  |
|  | 15.  | Nagoya Grampus      | 41 | 34 | 12 | 5  | 17 | 52 | 59 | -7  |
|  | 16.  | Júbilo Iwata        | 41 | 34 | 10 | 11 | 13 | 35 | 48 | -13 |
|  | 17.  | Kashiwa Reysol      | 39 | 34 | 12 | 3  | 19 | 47 | 54 | -7  |
|  | 18.  | V-Varen Nagasaki    | 30 | 34 | 8  | 6  | 20 | 39 | 59 | -20 |

Legenda:
      Campione del Giappone e ammessa alla AFC Champions League 2019
      ammessa alla fase a gironi della AFC Champions League 2019
      ammessa alle qualificazioni della AFC Champions League 2019
 Ammessa ai play-out
      Retrocessa in J2 League 2019
Note:
Tre punti a vittoria, uno a pareggio, zero a sconfitta.
La classifica viene stilata secondo i seguenti criteri:
- Punti conquistati
- Differenza reti generale
- Reti totali realizzate
- Punti negli scontri diretti
- Differenza reti negli scontri diretti
- Reti realizzate negli scontri diretti
- Classifica fair-play
- Sorteggio

## Risultati
|           | Cer  | Gam  | Hok  | Jub  | KaA  | KaR  | Kaw  | Nag  | Sag  | San  | Shi  | Sho  | Tok  | Ura  | VVa  | Veg  | Vis  | Yok  |
| --------- | ---- | ---- | ---- | ---- | ---- | ---- | ---- | ---- | ---- | ---- | ---- | ---- | ---- | ---- | ---- | ---- | ---- | ---- |
| Cerezo    | –––– | 0-1  | 3-3  | 1-1  | 0-2  | 0-3  | 2-1  | 0-1  | 2-1  | 0-1  | 3-1  | 2-1  | 1-0  | 1-1  | 3-1  | 2-1  | 1-1  | 1-1  |
| Gamba     | 1-0  | –––– | 1-1  | 2-0  | 1-1  | 2-2  | 2-0  | 2-3  | 3-0  | 1-0  | 1-2  | 1-0  | 2-1  | 0-0  | 2-1  | 1-0  | 0-1  | 2-1  |
| Hokkaido  | 1-1  | 2-0  | –––– | 0-0  | 0-2  | 1-2  | 1-2  | 3-0  | 2-1  | 2-2  | 1-3  | 1-0  | 3-2  | 1-2  | 2-1  | 1-0  | 3-1  | 2-1  |
| Júbilo    | 1-1  | 1-1  | 0-2  | –––– | 3-3  | 2-0  | 0-3  | 1-6  | 1-0  | 3-2  | 0-0  | 1-0  | 2-0  | 2-1  | 1-2  | 3-2  | 0-2  | 1-2  |
| Kashima   | 1-0  | 1-0  | 0-0  | 1-1  | –––– | 6-2  | 0-0  | 2-0  | 0-0  | 0-1  | 1-0  | 2-1  | 1-2  | 1-0  | 2-1  | 1-2  | 1-1  | 1-0  |
| Kashiwa   | 1-1  | 4-2  | 1-2  | 1-2  | 2-3  | –––– | 1-2  | 0-1  | 1-1  | 0-1  | 2-3  | 0-2  | 0-1  | 1-0  | 5-1  | 0-2  | 2-1  | 2-0  |
| Kawasaki  | 1-2  | 2-0  | 7-0  | 2-1  | 4-1  | 3-0  | –––– | 3-1  | 0-0  | 0-1  | 3-0  | 1-1  | 0-2  | 0-2  | 1-0  | 1-0  | 5-3  | 2-0  |
| Nagoya    | 0-0  | 3-2  | 1-2  | 1-0  | 4-2  | 2-3  | 0-1  | –––– | 3-0  | 0-0  | 1-3  | 2-2  | 1-2  | 4-1  | 3-4  | 2-3  | 1-2  | 1-1  |
| Sagan     | 1-0  | 3-0  | 1-2  | 0-0  | 0-1  | 1-2  | 0-2  | 3-2  | –––– | 1-0  | 3-1  | 0-1  | 0-0  | 1-0  | 1-0  | 0-1  | 1-1  | 2-1  |
| Sanfrecce | 0-2  | 4-0  | 1-0  | 0-0  | 3-1  | 0-3  | 1-2  | 1-2  | 1-0  | –––– | 2-0  | 2-2  | 1-1  | 1-4  | 2-0  | 0-1  | 2-0  | 3-1  |
| Shimizu   | 3-0  | 1-2  | 1-2  | 5-1  | 0-0  | 2-1  | 1-2  | 2-0  | 1-0  | 2-0  | –––– | 4-2  | 0-1  | 3-3  | 0-1  | 1-1  | 3-3  | 0-1  |
| Shonan    | 1-1  | 1-0  | 2-2  | 1-0  | 2-1  | 1-2  | 0-0  | 0-0  | 1-1  | 0-2  | 0-0  | –––– | 0-0  | 2-1  | 2-1  | 1-3  | 0-2  | 0-1  |
| Tokyo     | 0-1  | 3-2  | 0-0  | 0-0  | 2-1  | 0-1  | 0-2  | 3-2  | 0-0  | 3-1  | 0-2  | 1-0  | –––– | 1-1  | 0-1  | 0-1  | 1-0  | 5-2  |
| Urawa     | 1-2  | 1-3  | 0-0  | 4-0  | 3-1  | 3-2  | 2-0  | 3-1  | 0-0  | 1-2  | 2-1  | 0-1  | 3-2  | –––– | 0-0  | 1-0  | 4-0  | 0-1  |
| V-Varen   | 0-2  | 3-0  | 2-3  | 0-0  | 1-2  | 1-0  | 1-2  | 3-0  | 2-2  | 0-2  | 4-4  | 1-3  | 2-5  | 1-1  | –––– | 1-0  | 0-1  | 0-1  |
| Vegalta   | 2-2  | 2-1  | 2-2  | 0-3  | 0-3  | 1-0  | 0-0  | 1-2  | 2-3  | 1-3  | 2-1  | 4-1  | 1-0  | 1-1  | 1-0  | –––– | 1-1  | 2-8  |
| Vissel    | 2-0  | 1-2  | 4-0  | 2-1  | 0-5  | 1-0  | 1-2  | 3-0  | 0-0  | 1-1  | 2-4  | 0-3  | 0-0  | 2-3  | 1-1  | 3-2  | –––– | 0-2  |
| Yokohama  | 1-2  | 1-1  | 2-1  | 1-3  | 3-0  | 3-1  | 1-1  | 1-2  | 1-2  | 1-4  | 1-2  | 4-4  | 0-1  | 1-2  | 5-2  | 5-2  | 1-2  | –––– |

## Spareggio salvezza
Allo spareggio salvezza sono state ammesse la sedicesima classificata in J1 League, il Júbilo Iwata, e la vincitrice dei play-off promozione in J2 League, il Tokyo Verdy.
|              | Risultati |             | Luogo e data           |
| ------------ | --------- | ----------- | ---------------------- |
| Júbilo Iwata | 2 - 0     | Tokyo Verdy | Iwata, 8 dicembre 2018 |
|              |           |             |                        |

## Statistiche

### Classifica marcatori
Fonte: sito ufficiale.
| Gol |  |  | Giocatore        | Squadra             |
| --- |  |  | ---------------- | ------------------- |
| 24  |  |  | Jô               | Nagoya Grampus      |
| 20  |  |  | Patric           | Sanfrecce Hiroshima |
| 16  |  |  | Hwang Ui-jo      | Gamba Osaka         |
| 15  |  |  | Yū Kobayashi     | Kawasaki Frontale   |
| 15  |  |  | Shinzō Kōroki    | Urawa Reds          |
| 13  |  |  | Kōya Kitagawa    | Shimizu S-Pulse     |
| 13  |  |  | Diego Oliveira   | FC Tokyo            |
| 13  |  |  | Hugo Vieira      | Yokohama F·Marinos  |
| 12  |  |  | Ken Tokura       | Consadole Sapporo   |
| 11  |  |  | Douglas          | Shimizu S-Pulse     |
| 11  |  |  | Kengo Kawamata   | Júbilo Iwata        |
| 11  |  |  | Takuma Nishimura | Vegalta Sendai      |
| 11  |  |  | Musashi Suzuki   | V-Varen Nagasaki    |
| 11  |  |  | Yūma Suzuki      | Kashima Antlers     |
| 10  |  |  | Mū Kanazaki      | Kashima Antlers     |
| 10  |  |  | Shōta Kaneko     | Shimizu S-Pulse     |